# William Heirens
William Heirens (* 15. November 1928 in Chicago, Illinois; † 5. März 2012 ebenda) war ein verurteilter US-amerikanischer Serienmörder.

## Werdegang
Heirens beging mutmaßlich nach Feststellung des Gerichts am 5. Juni im Jahre 1945 seinen ersten Mord, indem er einer 43-jährigen Frau die Kehle durchschnitt, als sie ihn beim Einbruch in ihre Wohnung überraschte. Am 10. Dezember desselben Jahres beging er seinen zweiten Mord. Er rammte einer Frau ein Messer in den Kopf und tötete die Schwerverletzte mit zwei Kopfschüssen. Nach dem Mord umwickelte er ihr Gesicht mit Tüchern und hinterließ an der Wand eine mit Lippenstift geschriebene Botschaft für die Polizei: For heaven’s sake catch me before I kill more I cannot control myself. (dt. „Um Gottes Willen, verhaftet mich, bevor ich erneut töte. Ich habe mich nicht unter Kontrolle.“). Den dritten und letzten Mord beging Heirens am 6. Januar 1946. Er entführte ein sechsjähriges Mädchen, zerstückelte die Leiche und entsorgte die Leichenteile in einem Abwasserschacht.

## Verhaftung und Verurteilung
Es hatte zunächst mehrere Verdächtige gegeben. Am 26. Juni 1946 wurde Heirens von der Polizei bei einem Einbruch verhaftet. Unter anderem nach Verabreichung von Natriumpentothal, einer so genannten Wahrheitsdroge, gestand Heirens am 30. Juli 1946, er habe eine gespaltene Persönlichkeit; auch die Diebstähle gestand er, jedoch nicht die Taten. Man machte ihm dann ein Angebot, er solle gestehen und entgehe somit der Todesstrafe. Seine Anwälte haben ihn daraufhin den Tathergang auswendig lernen lassen. Vor dem Prozess aber leugnete er, die Taten begangen zu haben, woraufhin der Staatsanwalt ihm mit der Todesstrafe drohte, also gestand er die Tat. Als er in die Zelle abgeführt wurde, fragte ihn der Beamte, ob sein jüngstes Opfer sehr leiden musste. Darauf soll Heirens geantwort haben: „Ich kann Ihnen darauf keine Antwort geben. Ich war es nicht. Sagen Sie Ihren Eltern, sie sollen auf ihre andere Tochter gut aufpassen. Der wahre Mörder läuft immer noch frei herum“.
Heirens saß danach über 65 Jahre im Gefängnis. Heirens war zuletzt der am längsten gefangene Häftling der USA. 

## Wahrnehmung
Fritz Lang übernahm Motive dieses Serienmord-Falls in seinen Film Die Bestie (While the City Sleeps) (USA 1956).
Der Fall wird auch in der Dokumentations-Serie "A Crime to Remember" in der Folge "Im Strudel der Presse" thematisiert, welche aus Sicht eines Journalisten jener Zeit erzählt und das Vorgehen der "Sensationspresse" hinterfragt und gleichzeitig kritisiert.
6. Serie Criminal Minds: as quote: "For heaven sake catch me before I kill more I cannot control myself"! [Hier fehlt ein Verweis auf die entsprechende Episode]